# أطلس نباتات الجزائر (كتاب)

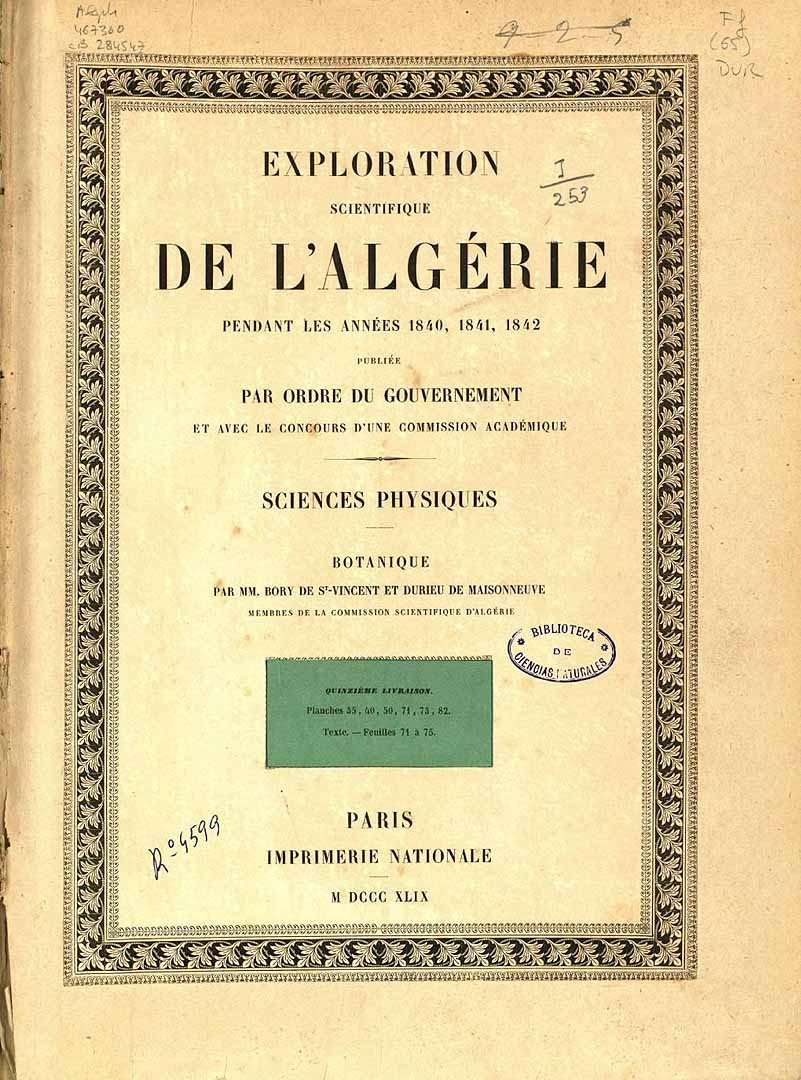
الصفحة الاولى من كتاب استكشاف الجزائر علميا 1840-1841-1842

أطلس نباتات الجزائر (بالفرنسية: Atlas de la flore d'Algerie)‏ هو دراسة علمية عن عالم النبات في الجزائر قام بهذه الدراسة الحكومة الاستعمارية في الجزائر بداية الاربعينيات من القرن التاسع عشر وهو كتاب من سلسلة كتب علمية عنوانها كتاب استكشاف الجزائر علميا.

## صور من الكتاب

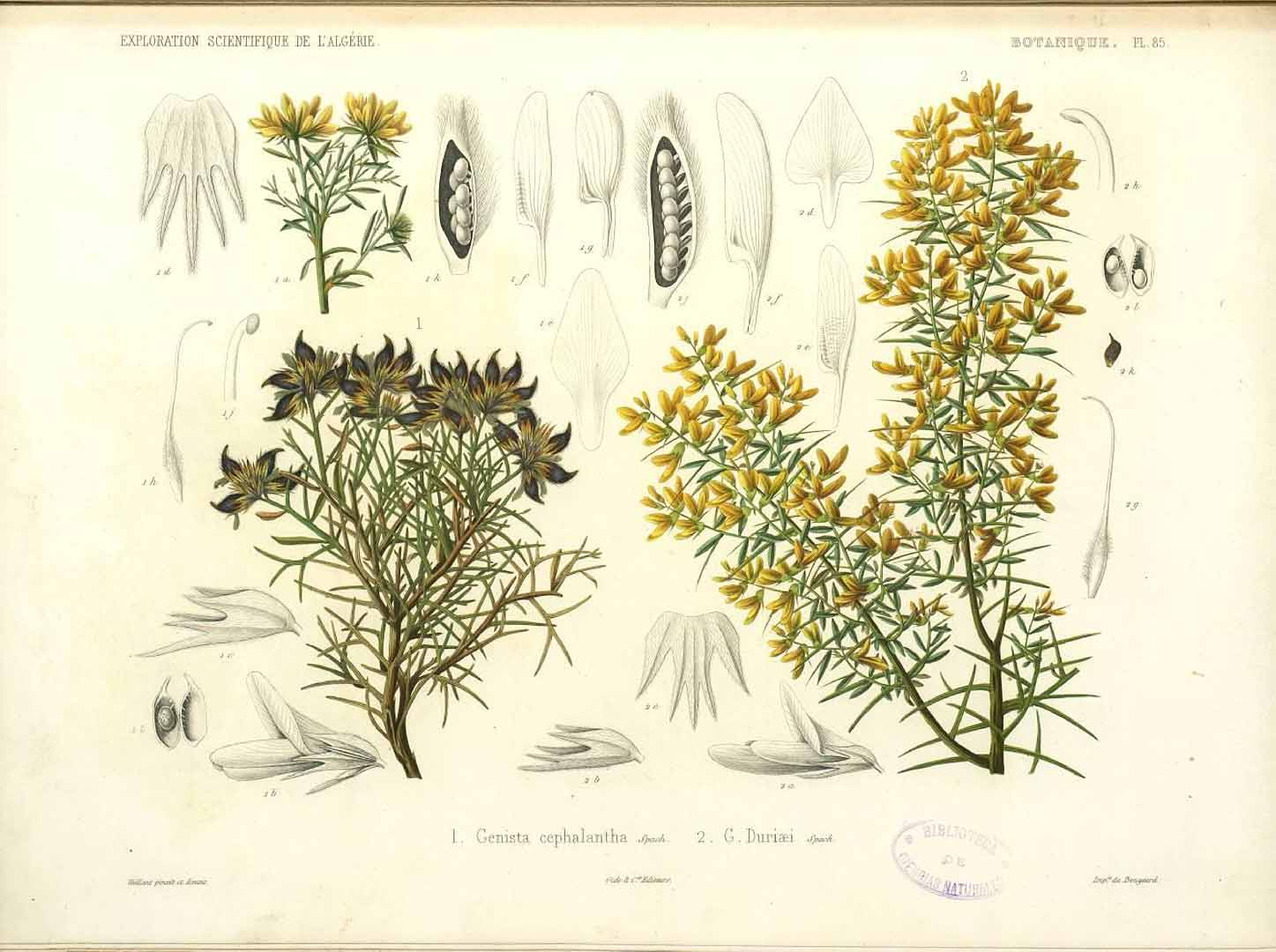
اطلس النباتات في الجزائر85
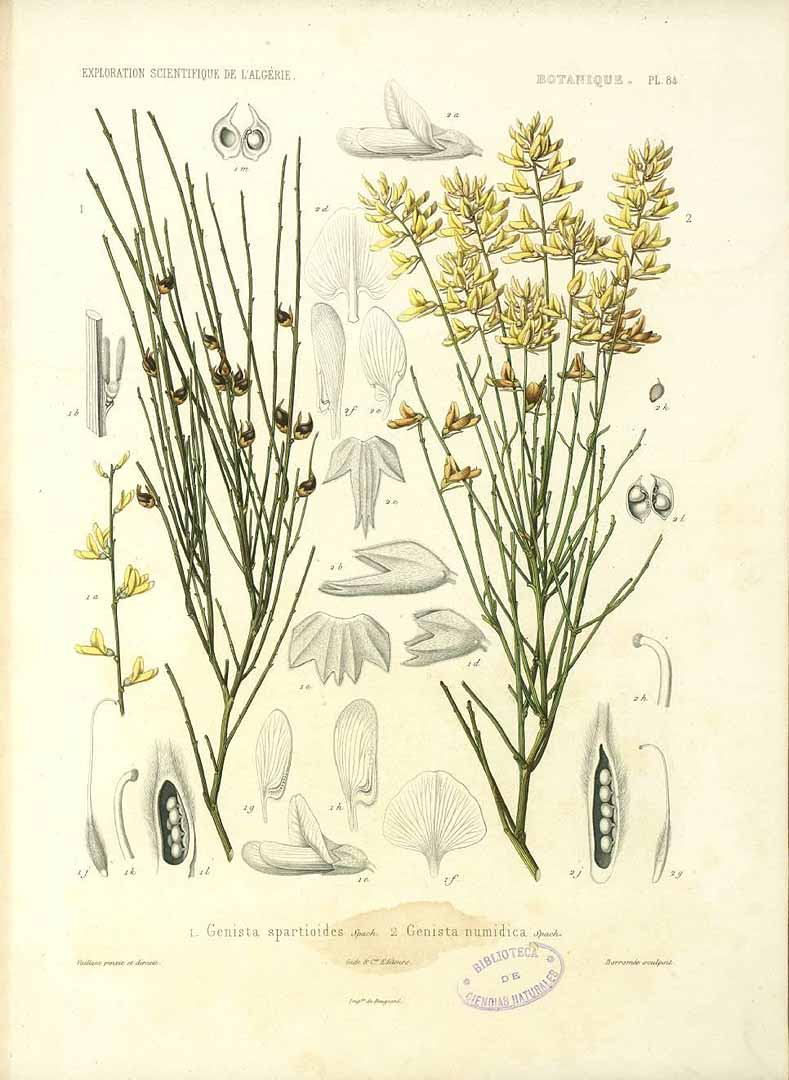
اطلس النباتات في الجزائر84
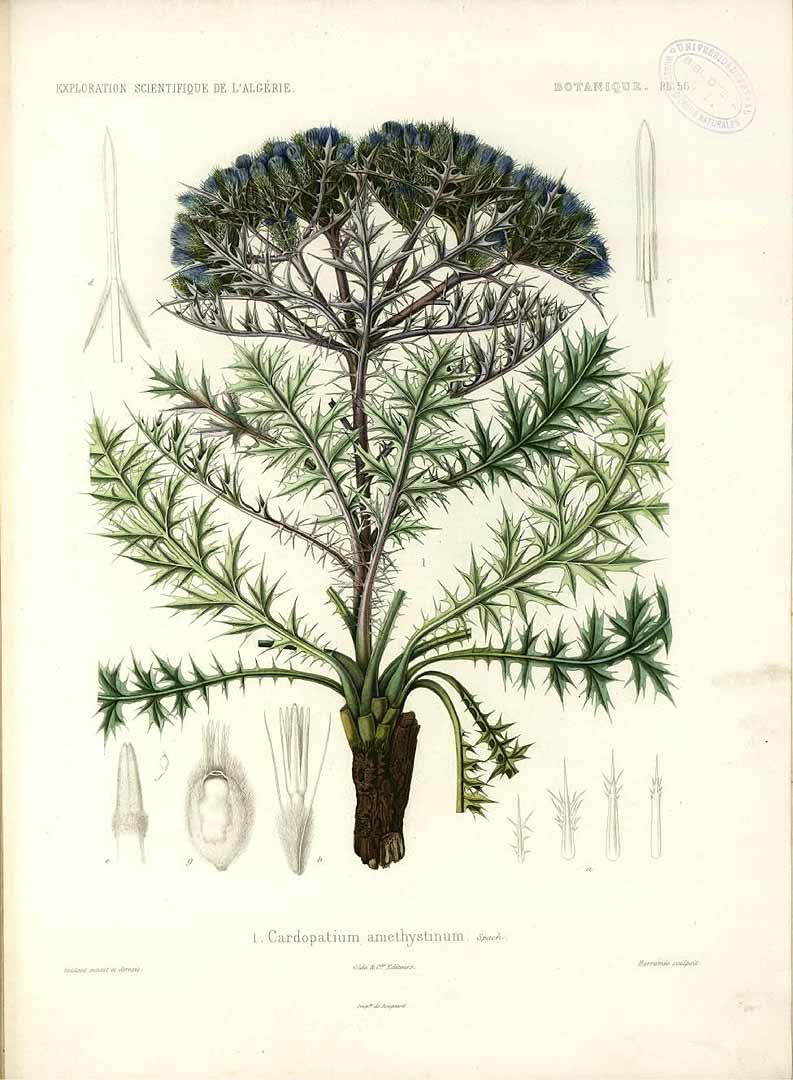
اطلس النباتات في الجزائر58
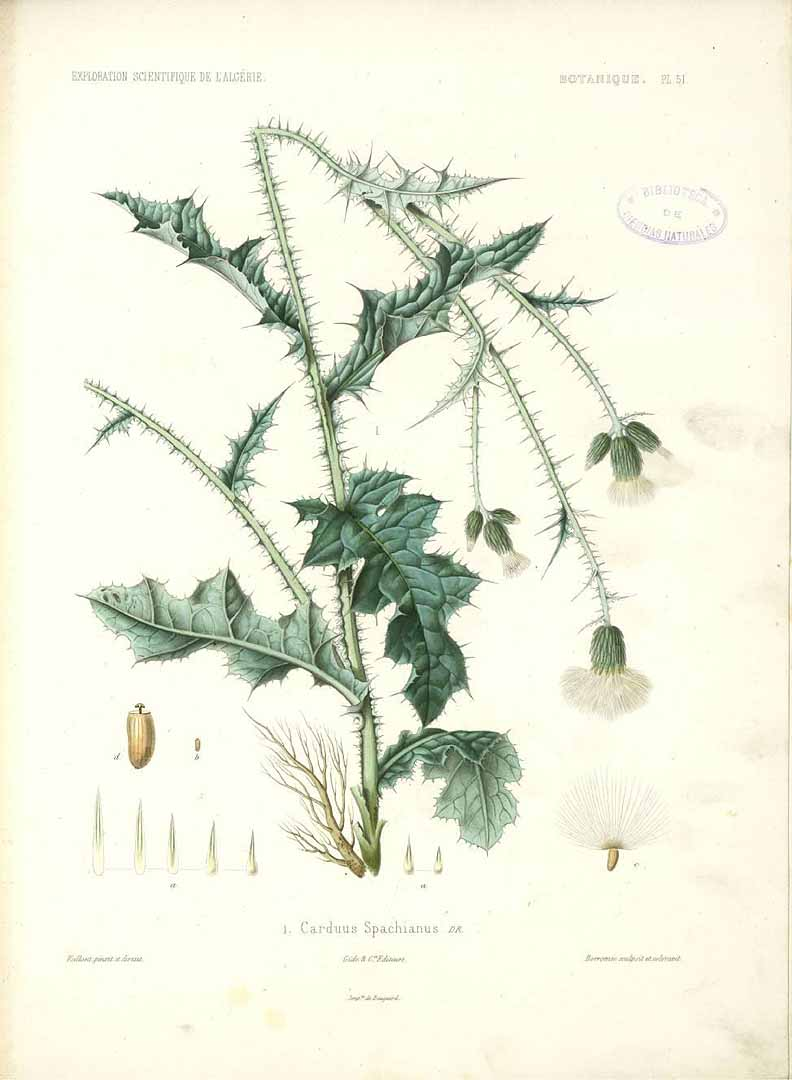
اطلس النباتات في الجزائر53
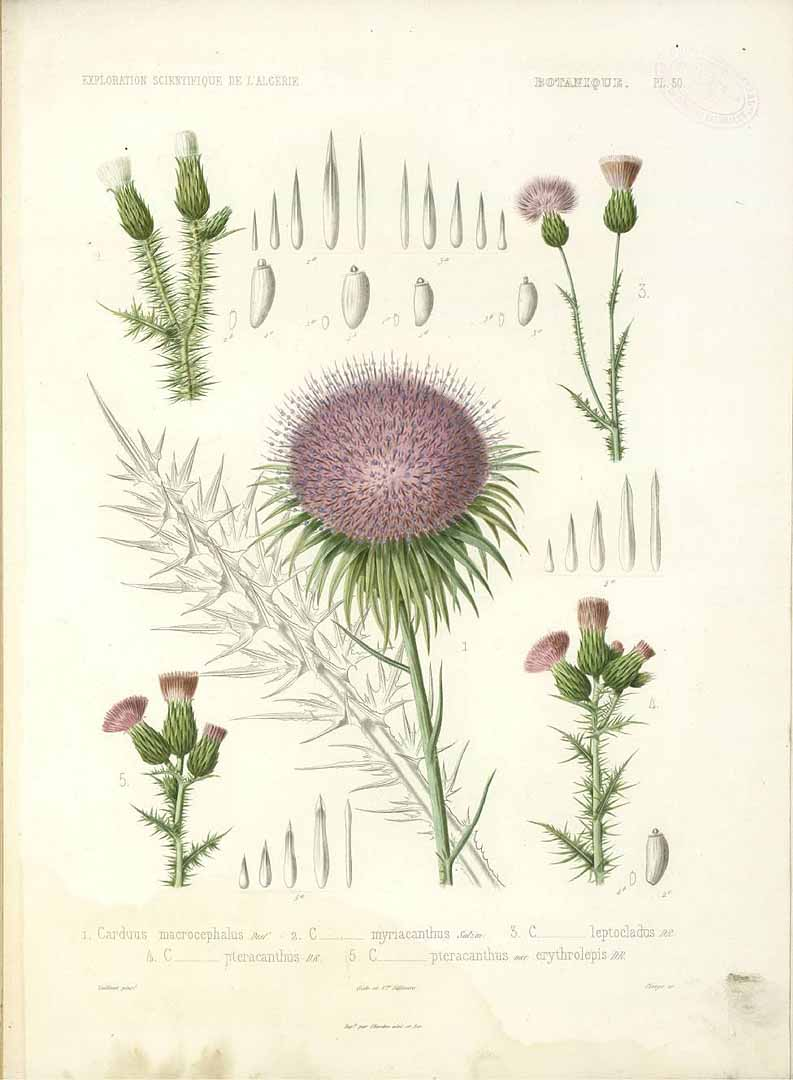
اطلس النباتات في الجزائر52
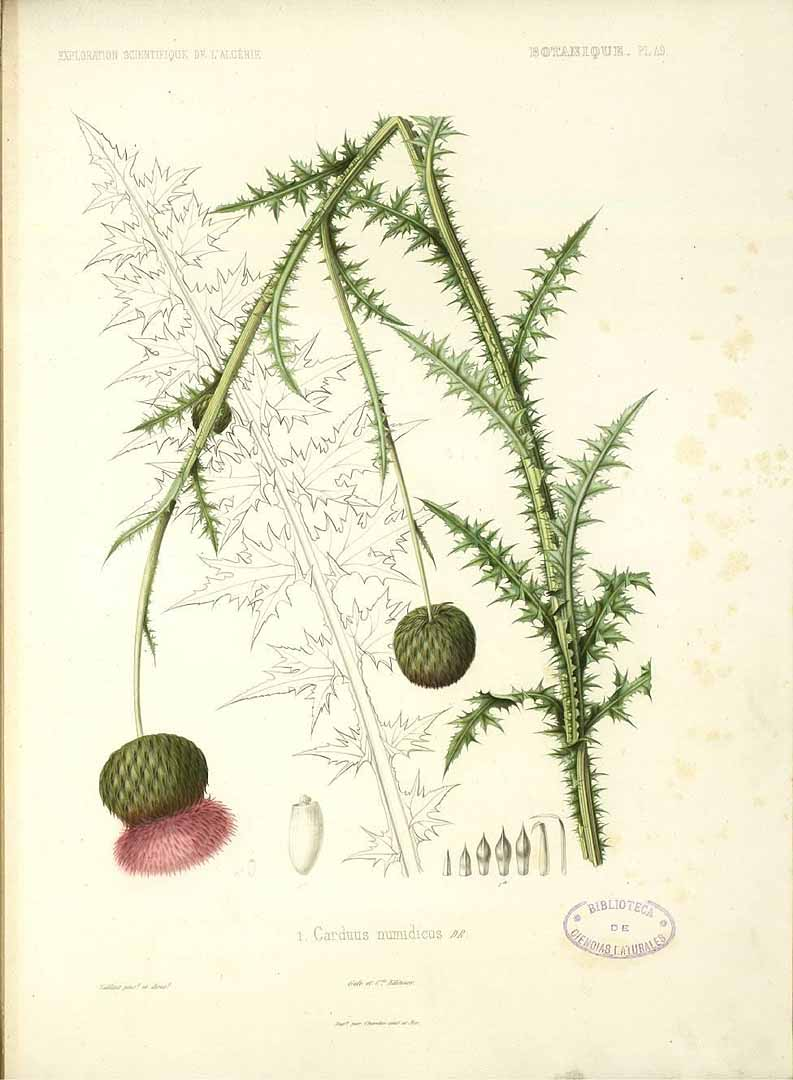
اطلس النباتات في الجزائر51
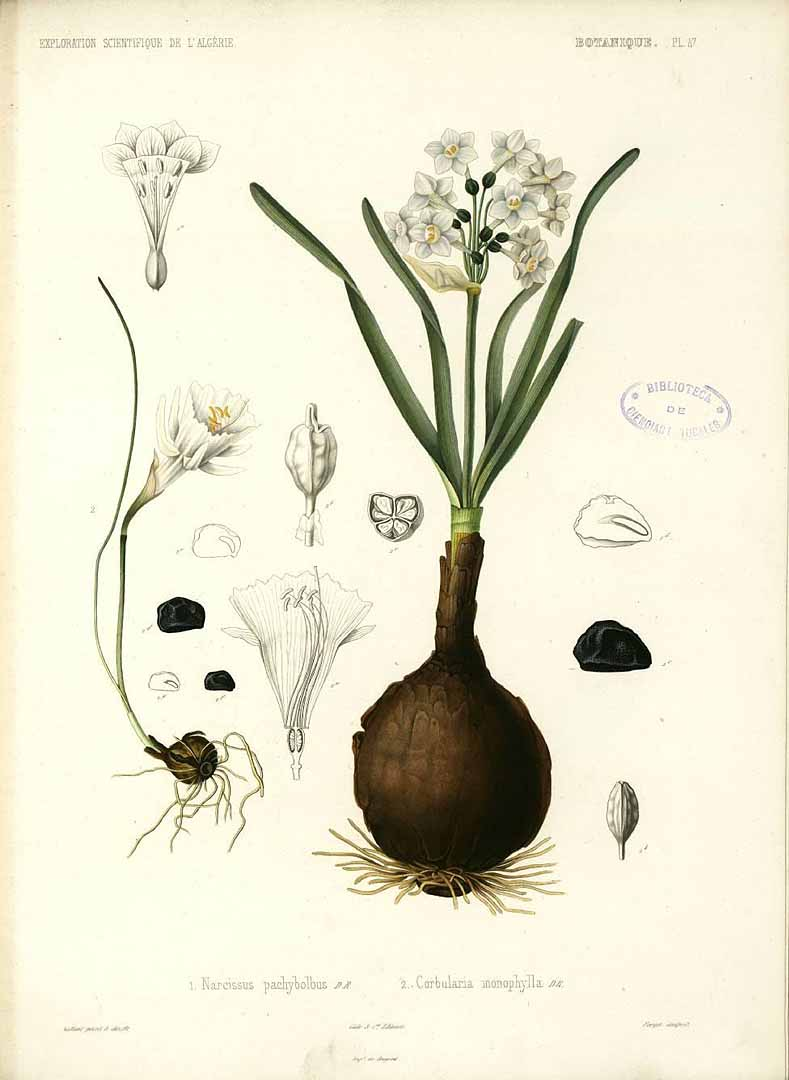
اطلس النباتات في الجزائر49
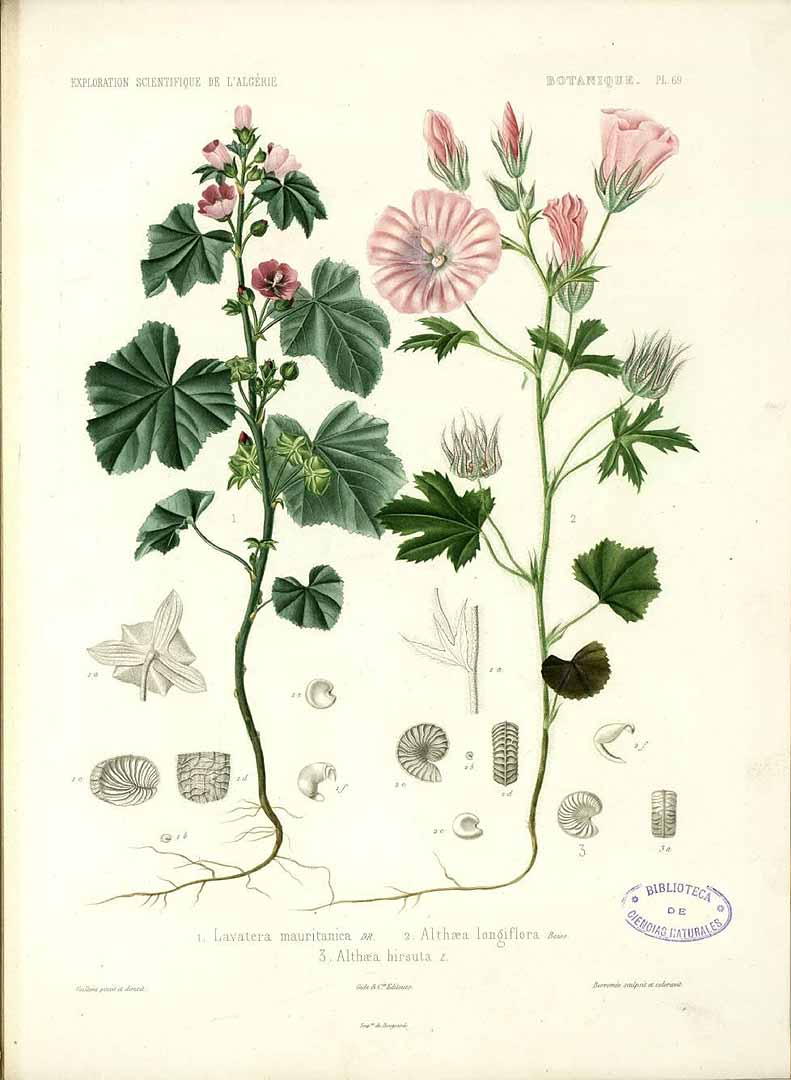
اطلس النباتات في الجزائر70
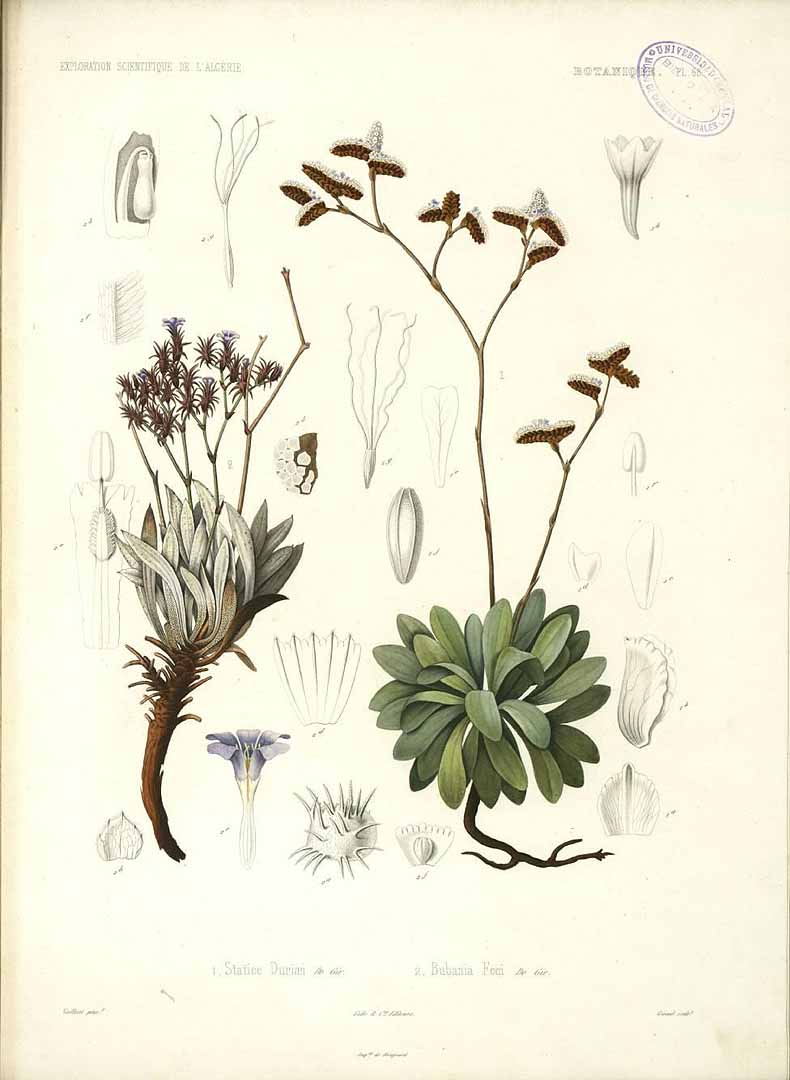
اطلس النباتات في الجزائر69
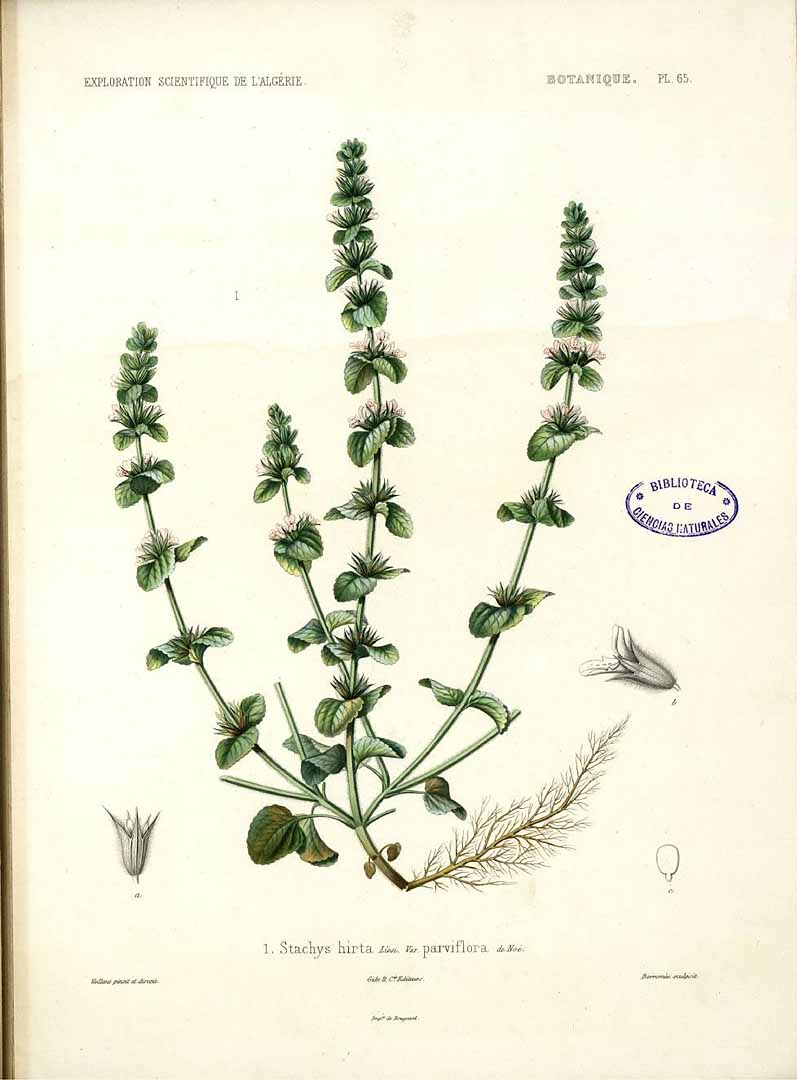
اطلس النباتات في الجزائر66
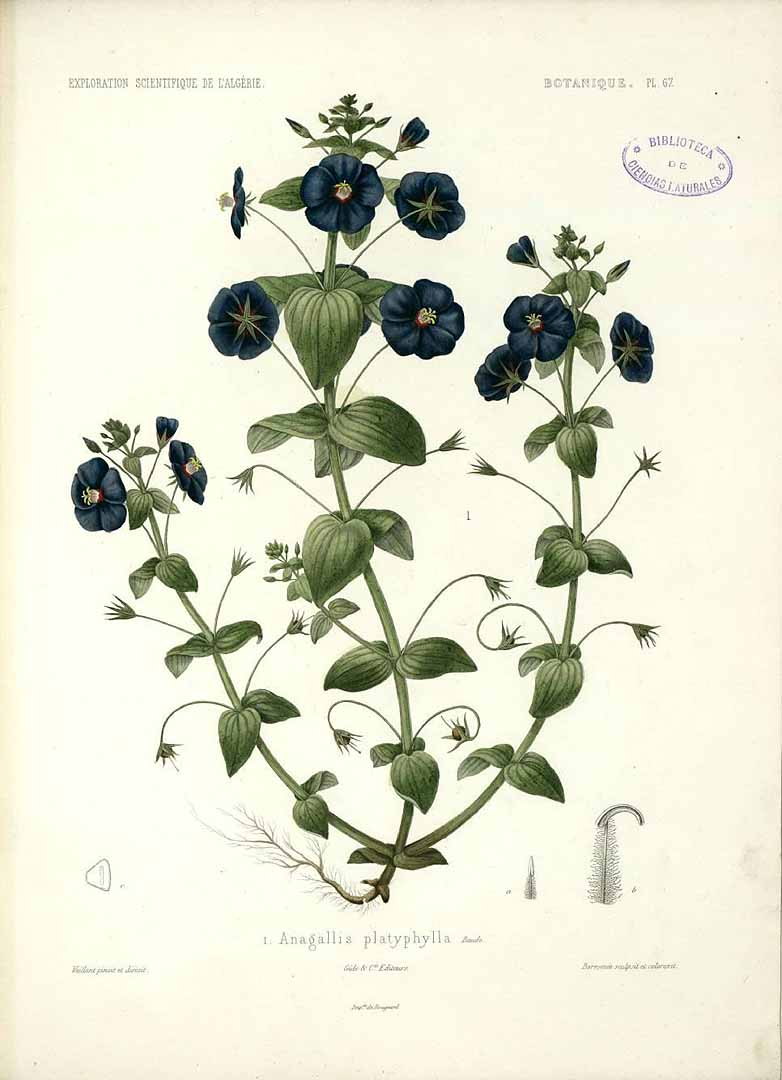
اطلس النباتات في الجزائر68
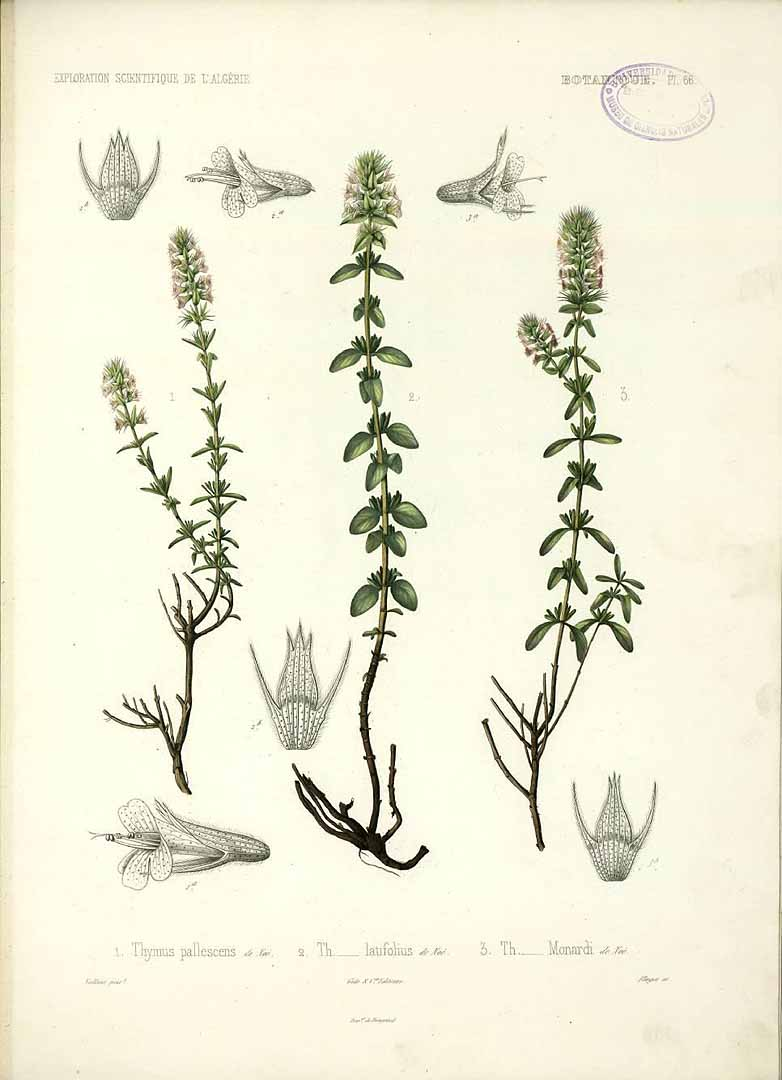
اطلس النباتات في الجزائر67
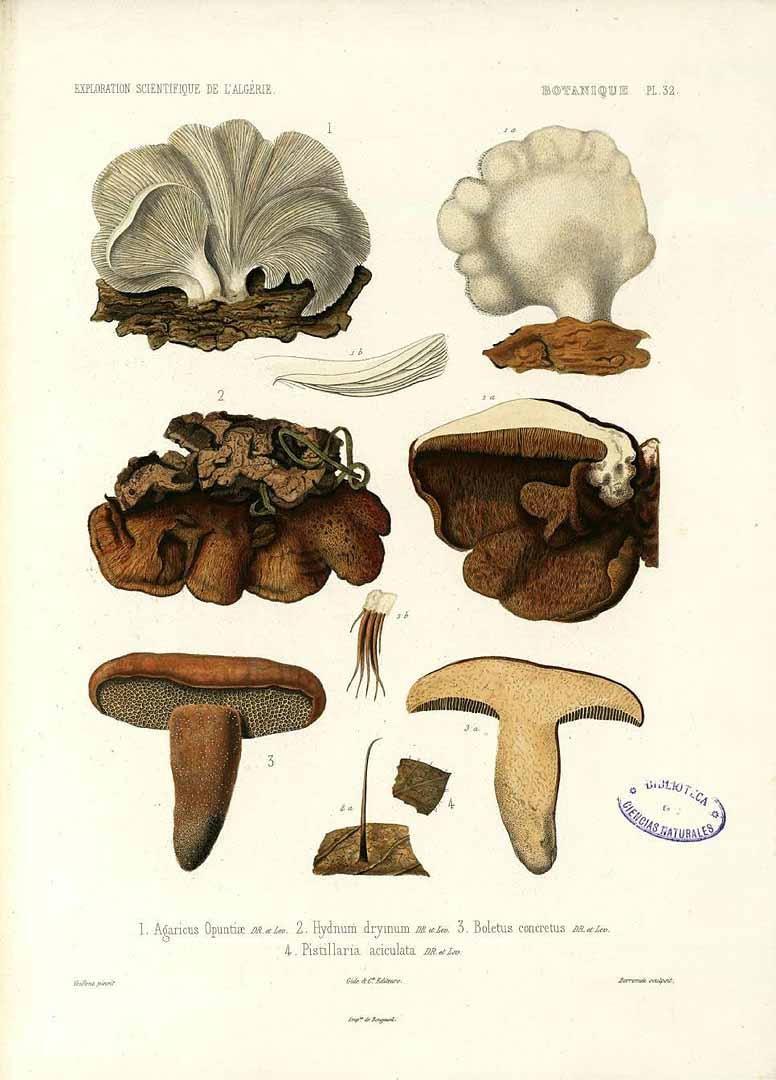
اطلس النباتات في الجزائر33
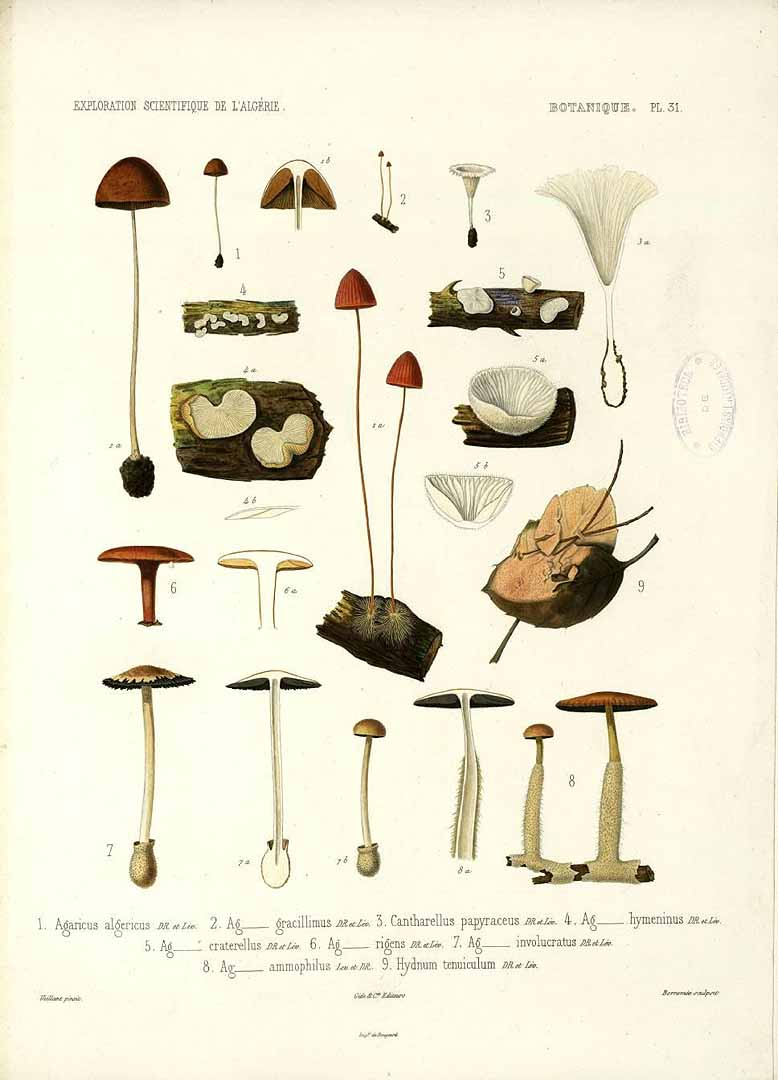
اطلس النباتات في الجزائر32
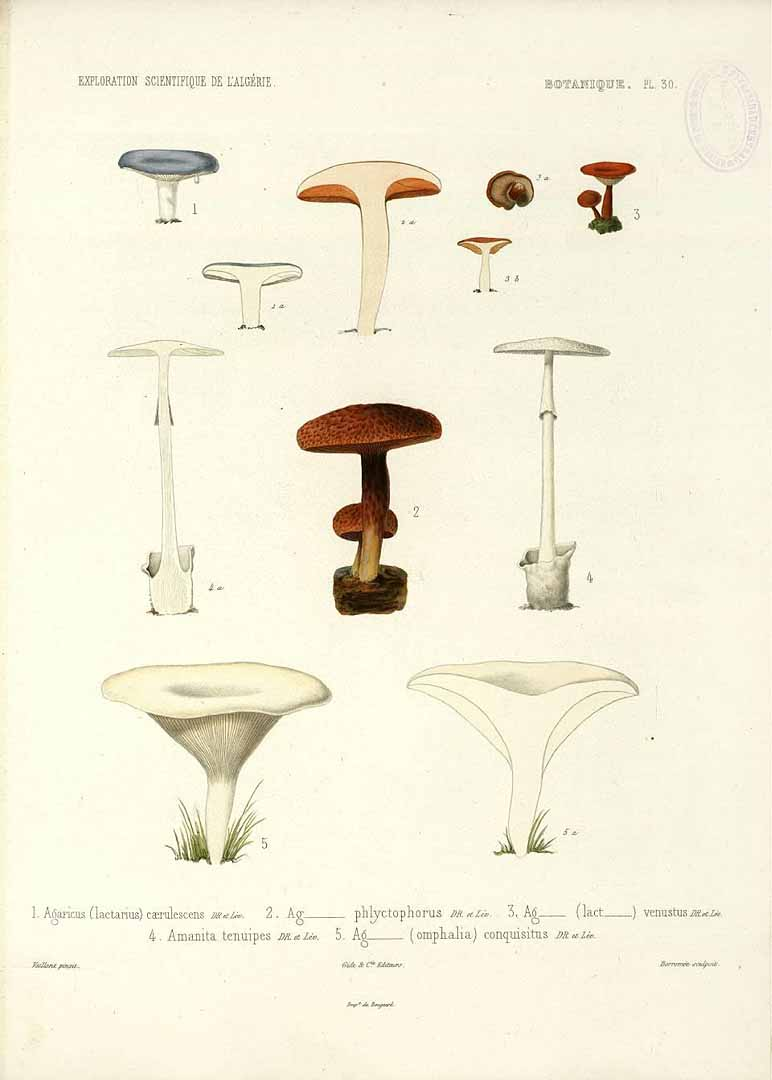
اطلس النباتات في الجزائر31
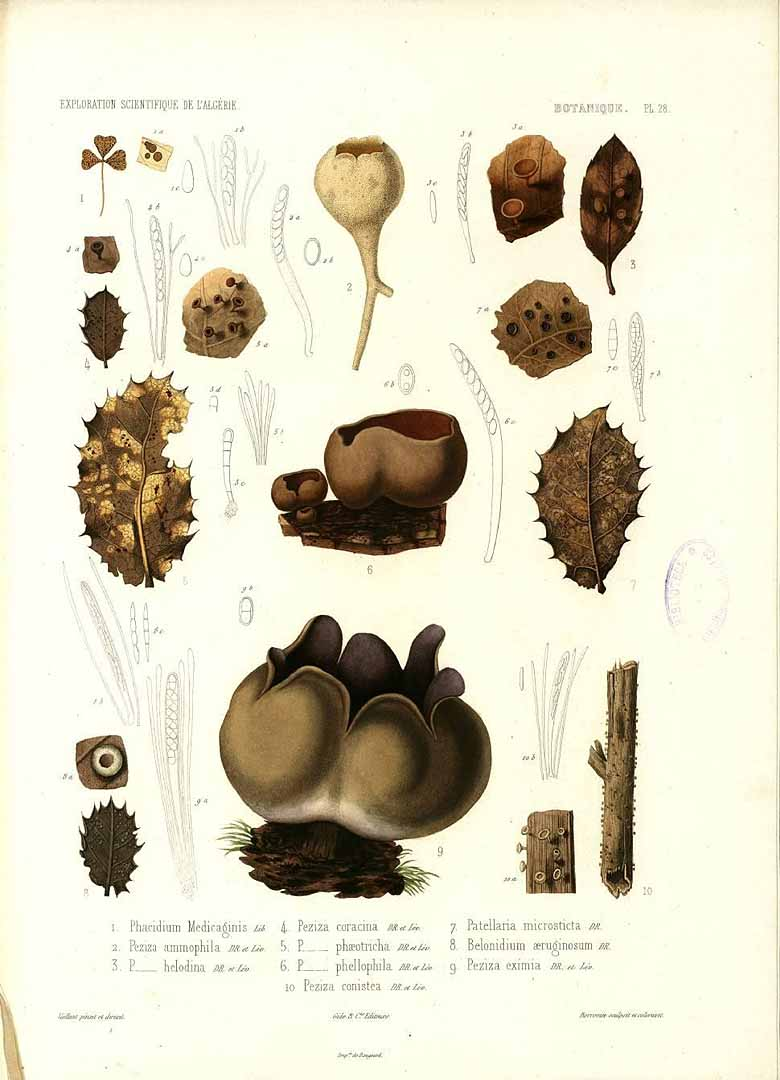
اطلس النباتات في الجزائر29
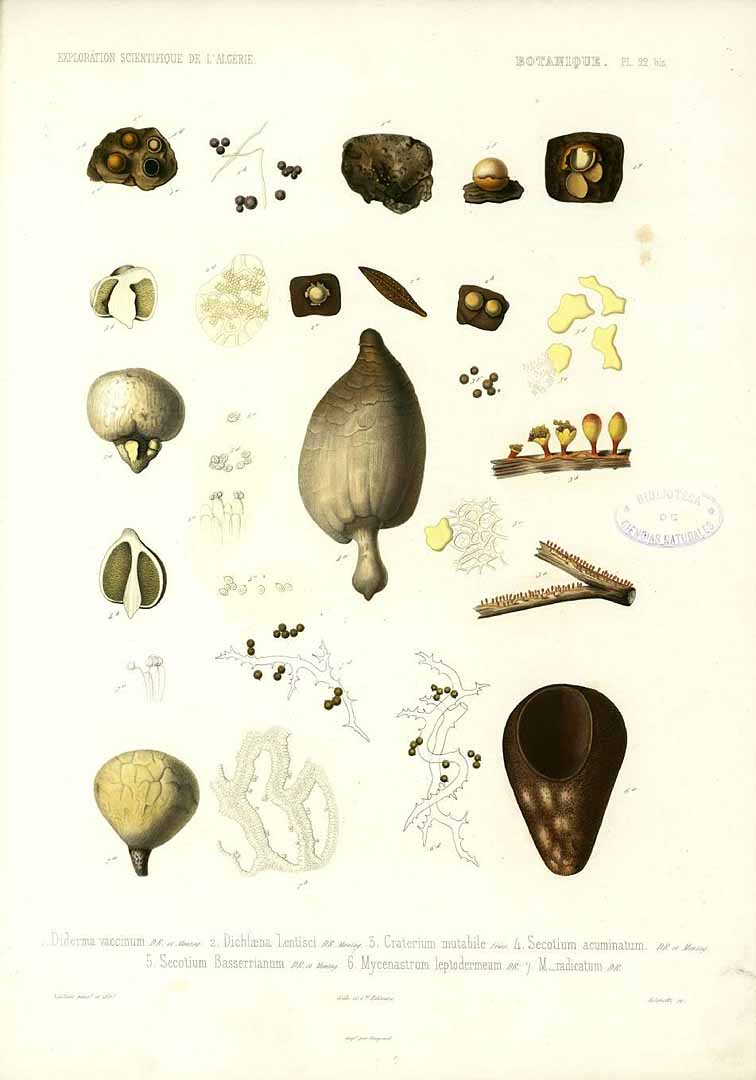
اطلس النباتات في الجزائر23
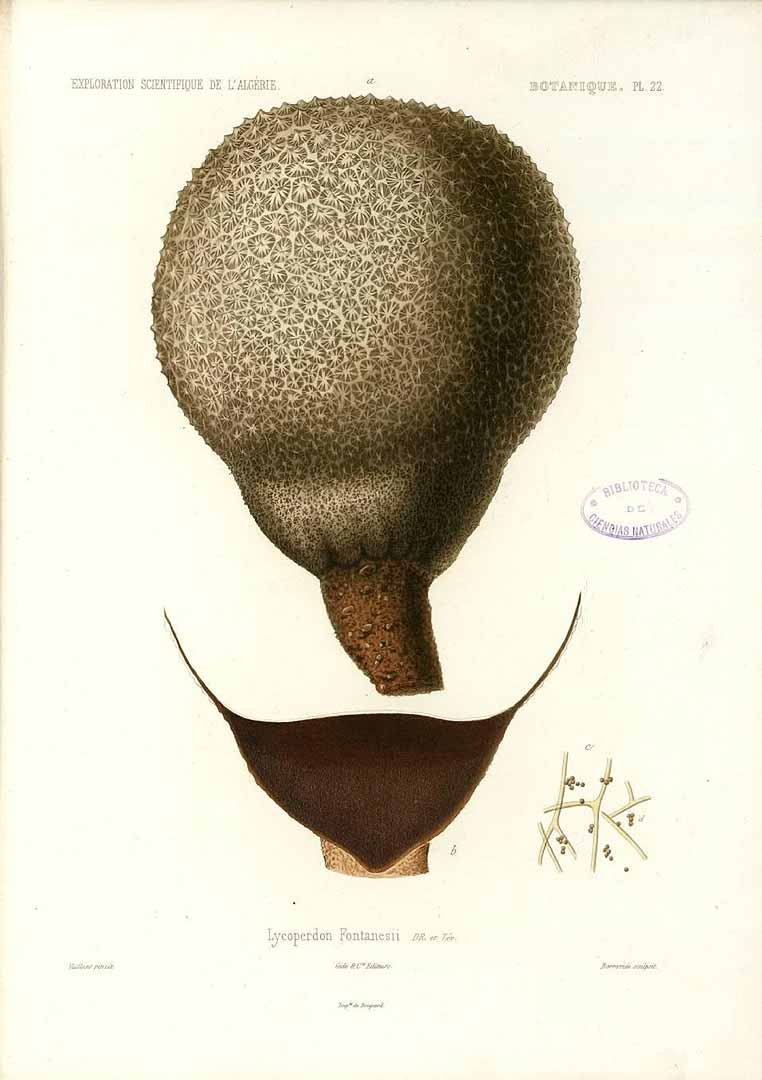
اطلس النباتات في الجزائر22